# Gurgy
Gurgy é uma comuna francesa na região administrativa de Borgonha-Franco-Condado, no departamento de Yonne. Estende-se por uma área de 13,09 km². Em 2010 a comuna tinha 1 743 habitantes (densidade: 133,2 hab./km²).